# 11179 Ahmadperez
11179 Ahmadperez este o planetă minoră (asteroid), cu un diametru de 4,785 km, din centura de asteroizi. A fost descoperită pe 31 martie 1998 la Magdalena Ridge Observatory⁠(d) de Lincoln Near-Earth Asteroid Research. 
Obiectul prezintă o orbită caracterizată de o semiaxă mare de 2,5487912 UAi, o excentricitate de 0,08, o înclinație de 5,47769 ° în raport cu ecliptica.